# Eva Dahlman (fotohistoriker)
För skådespelaren och regissören, se Eva Dahlman (skådespelare)
Eva Marie Dahlman, född 3 november 1947, är en svensk fotohistoriker och etnolog som byggde upp och var enhetschef inom fotosekretariatet vid Nordiska museet. Hon var även förste bibliotekarie vid och chef för bildenheten vid Kungliga biblioteket. Dahlman har forskat kring och lyft fram tidigare okända kvinnliga fotografer som Lotten von Düben, till exempel i artikeln Kvinnliga pionjärer osynliga i fotohistorien från 1993. År 2019 utsågs hon till hedersdoktor vid Stockholms universitet.
Eva Dahlman har under många år varit styrelseledamot i Centrum för fotografi.

## Priser och utmärkelser
- Dokumentärfotopriset (Arbetets museum) 2016: Årets eldsjäl[6]
- Hedersdoktor vid Stockholms universitets humanistiska fakultet 2019[5]